# Moyola Park Association Football Club
Il Moyola Park Association Football Club è un club nord-irlandese che milita nella NIFL Premier Intermediate League, terzo livello della piramide calcistica. Fondato nel 1880, gioca le partite interne nel Mill Meadow situato nella cittadina di Castledawson, il colore sociale è un blu acceso.
Ha nel proprio palmarès una Irish Cup, vinta nella primissima edizione della competizione, nel lontano 1881.

## Storia
Il club fu fondato nel 1880, durante la stagione 1879/80, sotto l'egida di Lord Spencer Chichester.
La prima partita registrata è un'amichevole contro il Cliftonville nel febbraio del 1880, persa 3-0. Nell'aprile del 1881 vincerà la prima edizione della Irish Cup. Dopo quegli anni storici, il club cominciò una discesa nelle leghe minori, attualmente milita nella terza divisione nord-irlandese.

## Palmarès

### Competizioni nazionali
- Irish Cup: 1

1880-1881
- IFA Championship: 1

2001-2002

## Altri Piazzamenti
- Craig Memorial Cup: 6

1981–82, 2000–01, 2001–02, 2002–03, 2004–05, 2006–07